# 清楽寺 (西条市)
清楽寺（せいらくじ）は、愛媛県西条市小松町新屋敷にある寺院。宗派は高野山真言宗、本尊は阿弥陀如来。新四国曼荼羅霊場の第33番札所。四国六十番前札所。
御詠歌：昔より　玉の泉の　流れこそ　ついに宝の　池に入るなれ

## 概要・歴史
天平年間に聖武天皇の勅願により国司・越智玉澄が造営し行基が開基したという。弘仁年中、弘法大師留錫したおり、当寺の住持の法寂に真言の法を伝える。なお、住持二世は越智玉澄の三男、四世は真如と伝わる。
治承年中や永禄年中など幾度も戦火で焼失するもそのつど国守などにより再建されてきた。
江戸時代中期、中山川の氾濫を避けるため現在地より北約1kmの地から移転され、それまで密厳寺と称していたが仏生寺も併合し、寺名を清楽寺に改めた。そのとき近隣にあった三嶋神社も同時に当寺から南へ約200mの小山に移転している。
横峰寺が廃仏毀釈で廃寺になった明治4年（1871年）から四国八十八箇所第60番札所を引き継いでいたが同寺が大峰寺の名前で復興した5年後の明治18年（1885年）に札所を返還して前札所となった。当寺境内に、その当時の「四国六十番前札所清楽寺 四国六十番札所大峰寺道」と刻まれた道標石が、国道11号脇に「四国六十番前札所清楽寺」の道標石が残されている。

## 伽藍
- 山門

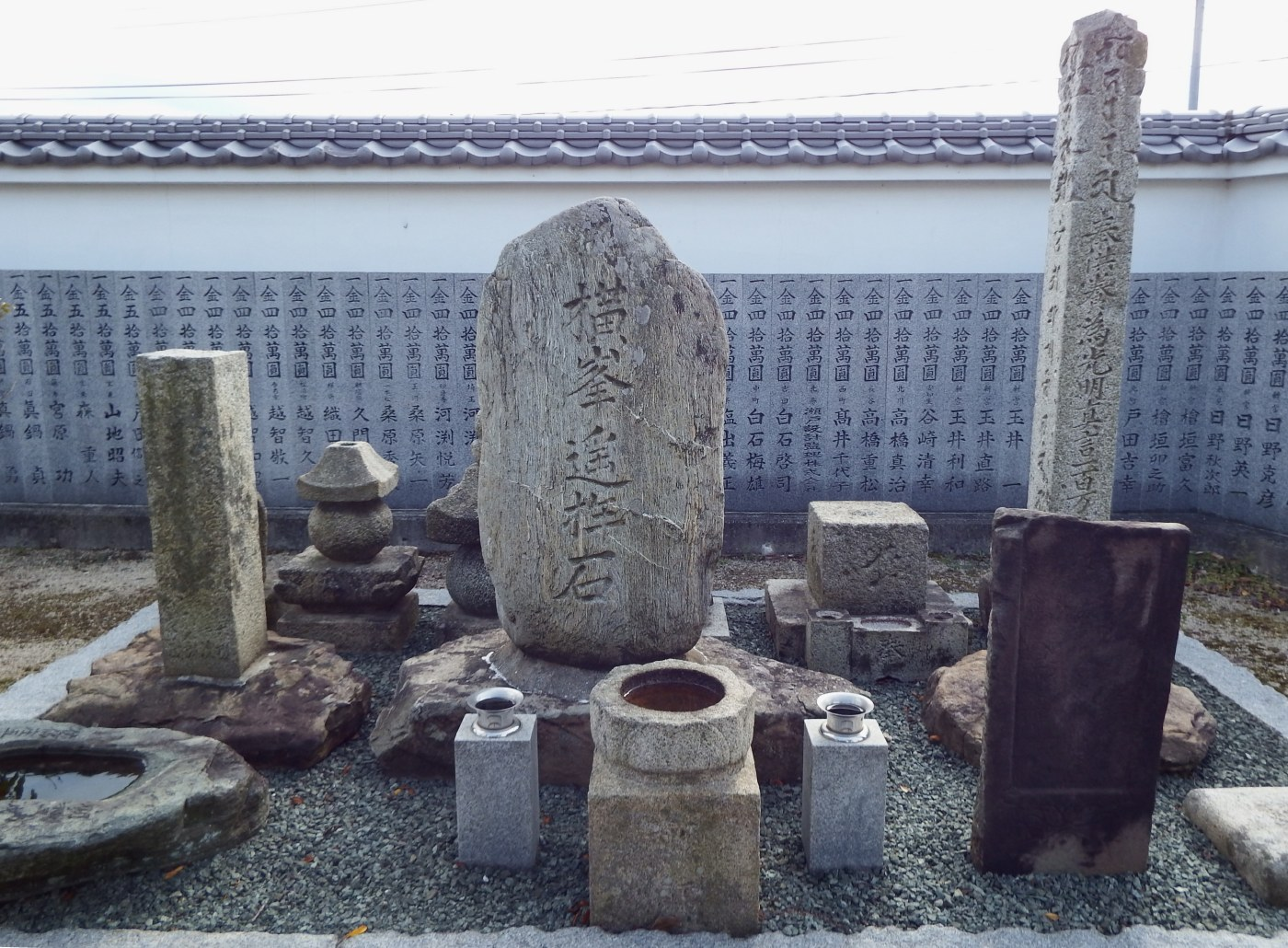
横峯遥拝石

- 本堂：脇仏の観音菩薩は元は仏生寺の秘仏本尊で「ひとこと観音」と呼ばれる。
- 大師堂：拝顔できる。
- 夢想観音像

## 文化財
西条市指定有形文化財

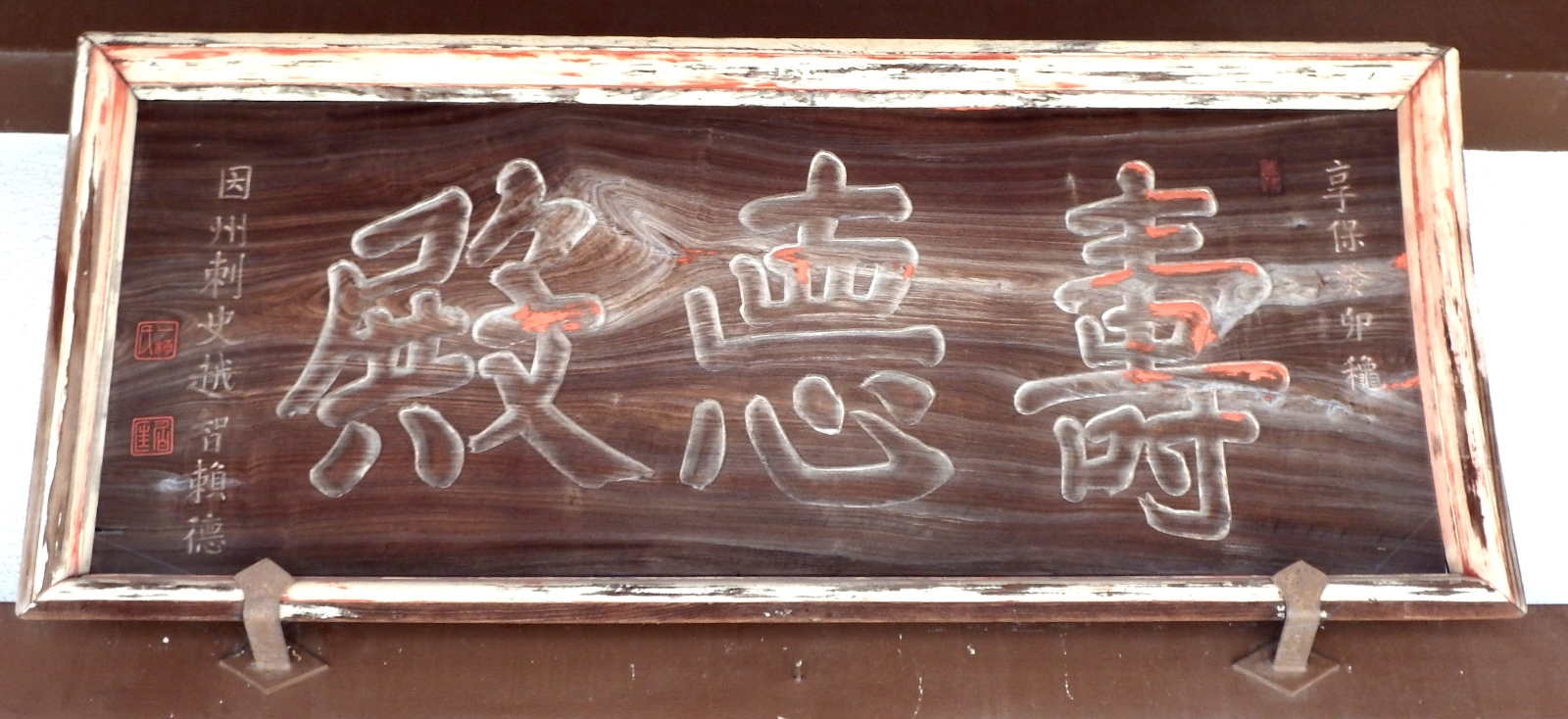
清楽寺の扁額

- 一柳直卿扁額「寿徳殿」：本堂に掛かる。平成9年3月14日指定。

## 交通案内
鉄道
- 四国旅客鉄道（JR四国）予讃線 伊予小松駅から徒歩約15分。

自動車
- 国道11号と国道196号の交差点を北へ150メートル。
- 駐車場：東側に大駐車場があり、山門前にも駐車スペースがあり無料である。

## 前後の札所
新四国曼荼羅霊場
32番 極楽寺-- 33番 清楽寺 -- 34番　妙雲寺